# Pothum Plaščanski
 Pothum Plaščanski  falu Horvátországban, Károlyváros megyében. Közigazgatásilag Plaškihoz tartozik.

## Fekvése
Károlyvárostól 44 km-re délnyugatra, Ogulintól 19 km-re délkeletre, községközpontjától 6 km-re északra a Plaški-mezőn a 42-es számú főút mentén fekszik.

## Története
Szerb falu, melynek lakossága még a 17. században települt be a török által elfoglalt területekről. 1857-ben 267, 1910-ben 406 lakosa volt. Trianonig Modrus-Fiume vármegye Ogulini járásához tartozott. A délszláv háború idején 1991 és 1995 között a Krajinai Szerb Köztársaság része volt. Szerb többségét a háború után is megőrizte. 2011-ben a falunak 76 lakosa volt.

## Lakosság
| Lakosság változása | Lakosság változása | Lakosság változása | Lakosság változása | Lakosság változása | Lakosság változása | Lakosság változása | Lakosság változása | Lakosság változása | Lakosság változása | Lakosság változása | Lakosság változása | Lakosság változása | Lakosság változása | Lakosság változása | Lakosság változása |
| ------------------ | ------------------ | ------------------ | ------------------ | ------------------ | ------------------ | ------------------ | ------------------ | ------------------ | ------------------ | ------------------ | ------------------ | ------------------ | ------------------ | ------------------ | ------------------ |
| 1857               | 1869               | 1880               | 1890               | 1900               | 1910               | 1921               | 1931               | 1948               | 1953               | 1961               | 1971               | 1981               | 1991               | 2001               | 2011               |
| 267                | 344                | 346                | 367                | 394                | 406                | 417                | 494                | 386                | 354                | 329                | 254                | 218                | 190                | 96                 | 76                 |